# Remko Scha
Remko Jan Hendrik Scha (Eindhoven, 15 september 1945 – Amsterdam, 9 november 2015) was een Nederlandse wetenschapper, componist en ontwikkelaar van generatieve kunst. Scha was als computationeel taalkundige verbonden aan de Universiteit van Amsterdam. Naast zijn wetenschappelijke werk initieerde en ontwikkelde hij verschillende kunstprojecten met als interessegebied de automatisering van artistieke processen.

## Academisch werk
Remko Scha studeerde Natuurkunde aan de Technische Universiteit Eindhoven en specialiseerde zich in Informatica, Informatietheorie en psychoakoestiek. In 1983 promoveerde hij in de Computationele taalkunde aan de Faculteit der letteren van de Rijksuniversiteit Groningen. Van 1988 tot 2010 was hij hoogleraar Computationele taalkunde aan de faculteit der Geesteswetenschappen en het Institute for Logic, Language and Computation van de Universiteit van Amsterdam. Scha bekleedde wetenschappelijke posities bij onder andere Philips en het Amerikaanse BBN Technologies en was gastprofessor Kunstmatige intelligentie aan de Universiteit van Amsterdam en Taalkunde aan de Universiteit van Tel Aviv.. Hij deed baanbrekend werk op het gebied van Logische semantiek, Discourse Structure en Data-Oriented Parsing.

## Kunst

### The New Electric Chamber Music Ensemble
Van 1966 tot 1968 was Scha betrokken bij het Electric Chamber Music Ensemble, een groep Eindhovense kunstenaars die improvisatorische muziek met performance en film verenigden. Er werd gebruik gemaakt van versterkte muziekinstrumenten en een keur aan gebruiksvoorwerpen (radio's, tv's, platenspelers, hersenscanaparatuur, motorfietsen, opblaasbare voorwerpen, ballonnen, touw, olieverfschilderijen, black-light, natriumlampen, gevonden filmmateriaal, gebroken tl-buizen, vuur, stroboscopen enzovoort). De groep trad veelvuldig op en werkte samen met onder andere Willem Breuker, Michel Waisvisz, Günter Hampel, Tjebbe van Tijen, Monique Toebosch, Toon Prüst, Wim Langendorff, Piet Verdonk en Rik Seur.

### Het Apollohuis
In 1980 stichtte Scha samen met Paul Panhuysen de experimentele kunstruimte Het Apollohuis. De programmering was zowel nationaal als internationaal gericht en omvatte een groot aantal genres binnen experimentele muziek en beeldende kunst. Er vonden optredens en voorstellingen plaats van onder andere Ellen Fullman, Alvin Lucier, Jeffrey Shaw en Dick Raaijmakers en ook van Nederlandse jazzmusici als Han Bennink, Pierre Courbois en Ernst Reijseger.

### The Machines
Tussen 1980 en 2000 bouwde scha onder de naam The Machines installaties van mechanisch bespeelde elektrische gitaren en basgitaren. De instrumenten hangen of staan in rekken en worden beroerd door draaiende en trillende touwen, snaren, metaalborstels en metalen staven, bevestigd aan ventilatoren, boormachines en cirkelzagen. The Machines toerden in verschillende configuraties langs Nederlandse podia, rock clubs en kunstcentra en speelden regelmatig in het buitenland, onder andere in New York, San Francisco, Boedapest en Londen. In 1982 verscheen de enige LP van The Machines, "Machine Guitars". Hierop klinken twee gitaren, op verschillende manieren bespeeld door staven, touw en borstels. De nummers hebben als titel de beweging waarmee de gitaren geraakt worden: Shake, Throb, Switch, Stroke, Sweep, Slam en Brush. In 1989 was Scha's "Guitar Mural #14", met negen elektrische gitaren en drie basgitaren, onderdeel van de door Dick Raaijmakers samengestelde tentoonstelling "Anti Qua Musica: het open muziekinstrument in de kunst en antikunst" in het Gemeentemuseum Den Haag. Opnamen van de installatie verschenen in 1990 op cd onder de titel "As Is". The Machines maakten naast muziek ook tekeningen. Ze tekenden onder andere de afbeelding op de hoes van de LP "Machine Guitars".
De beweging van de motoren veroorzaakt in de touwen en kettingen staande golven. Als ze in aanraking komen met de gitaren ontstaat er een drone-achtig geluid, met een rijke variëteit aan timbres. De klank doet denken aan de muziek van New Yorkse experimentalisten uit de jaren '60 als La Monte Young, John Cale en The Velvet Underground. Ook in de benadering van de muzikale uitvoering zijn er interessante vergelijkingen te trekken. John Cale en La Monte Young experimenteerden met extreem lange optredens waarin ze de klankmogelijkheden van repetitie onderzochten. In hun "marathon-concerten", zoals Remko Scha ze noemde, mechaniseren The Machines dit proces. Qua uithoudingsvermogen winnen ze het altijd van hun menselijke collega's. In dat opzicht is er ook een parallel te trekken met de onverstoorbare klinkende machines van de Zwitserse kunstenaar Jean Tinguely. In de documentaire die Luuk Bouwman over het werk van Scha maakte vertellen Thurston Moore en Kim Gordon van Sonic Youth over de invloed die The Machines op hen en de alternatieve muziek hebben. Moore zegt: "Het was heel interessant om deze gitaarmuziek te zien zonder dat er een langharige heavymetalgast voor stond die alle ruimte in beslag nam." Scha schreef zelf over zijn plek in de muziekwereld: "Mijn referentie-kader is rock 'n roll, niet 'moderne muziek'. Een muziek-opvatting waarbij ritme voorop staat, melodie en harmonie pas daarna komen. Muziek als vitaliserende en dus anti-maatschappelijke kracht. Punk.
Met het mechaniseren van gitaarspel experimenteerde Scha, zoals in al zijn werken, met het toekennen van artistieke kwaliteiten aan machines. Hij presenteert de machines, in dit geval het gereedschap dat de beweging veroorzaakt, als de musici. Scha schreef: "The Machines zijn niet zozeer een band, maar eerder een collectief van muzikanten dat is wisselende bezettingen speelt voor verschillende gelegenheden. Actieve leden zijn o.a. Fan Motor I, Sabre Saw Motor II, Sabre Saw Motor IV, Sabre Saw Motor V, Sabre Saw Motor VI. Scha beschouwde zichzelf als roadie en geluidstechnicus. In zijn essay over The Machines speculeert Scha over de mogelijkheid om artistieke vervoering mechanisch tot stand te brengen: "The Machines suggereren een optiek op de grondslagen van de muziek, die is gebaseerd op de mechanica van trillingen en golfverschijnselen in snaren en touwen. Een Pythagoreïsch perspectief op tonaliteit (...), maar ook, even duidelijk, een mechanisch perspectief op ritme, swing, dynamiek. Staande golfverschijnselen in een touw hebben blijkbaar een analogie met het menselijk motorisch systeem. Zijn deze inzichten te extrapoleren naar complexere muzikale processen? Bestaat er een 'mechanica van de menselijke gemoedsbewegingen' die het verklarend principe van de muziekpsychologie uitmaakt?" In zijn werken en teksten voor het Institute of Artificial Art Amsterdam werkte Scha deze ideeën uit tot een theorie van vervangbaarheid van de mens als kunstenaar.

### Institute of Artificial Art Amsterdam
In zijn tekst "Artificiële Kunst" uit 1991 stelt Scha een nieuwe computergegenereerde toevalskunst voor. Hij merkt op dat het de "conventioneel en patroonmatig denkende mens" maar moeilijk lukt om kunst te creëren die de blik werkelijk verruimt. De intrede van de computer in de kunst biedt perspectief, omdat computers veel beter zijn in staat om de combinatiemogelijkheden van een gegeven aantal expressieve elementen te overzien en daaruit onbevooroordeelde keuzes te maken. Scha schrijft: "Doordat de kunstproduktie overgelaten wordt aan de toevallige impulzen en kortzichtige ambities van individuele kunstenaars, is de meeste kunst conventioneel en voorspelbaar. Menselijke creativiteit wordt vaak overschat. Goed doortimmerde generatie-algoritmes zullen verrassender resultaten opleveren dan ploeterende individuele kunstenaars. Het probleem met de toen bestaande toevalskunst, zowel de manuele als de deels geautomatiseerde, was in Scha's ogen dat algoritmes ontworpen werden om slechts volgens een enkele stijl interpreteerbare beelden te genereren. Hij pleitte voor de ontwikkelingen van algoritmes die zelfstandig uit een breed palet van visuele informatie, volgens een "meta-stijl", "de esthetische interpreteerbaarheid van alles", beelden samenstellen.
Vanaf 1990 onderzocht Scha met het Institute of Artificial Art Amsterdam de mogelijkheden van deze computergegenereerde kunst. Het instituut produceerde werken in verschillende mengvormen van beeldende kunst, ontwerp, architectuur, muziek, performance en radio. Scha werkte de ideeën uit de tekst "Artificiële Kunst" uit in Artificial, een serie programma's die willekeurige beelden creëren uit een grote hoeveelheid visuele informatie. Een aander uitgebreid project was de spraakrobot Huge Harry, die als woordvoerder van het instituut vraagstukken van kunst en automatisering vanuit het perspectief van de machine beschouwde. Ook trad Huge Harry op als (opera)zanger, werkte hij samen met The Solenoids, een MIDI-gestuurde voortzetting van de gitaarband The Machines en vertolkte hij de ideeën van Arthur Elsenaars experimenten met computergestuurde gezichtsexpressie. Scha reflecteerde in zijn teksten uitvoerig op zijn werk. Op zijn website radicalart.info verzamelde hij associatief tekst en documentatie van kunst die richting gaf aan zijn ideeën.